# Look out for my love
Look out for my love is een lied dat werd geschreven door Neil Young. Het verscheen op zijn album Comes a time uit 1978, al had hij het eigenlijk een jaar eerder willen plaatsen op een elpee die uiteindelijk niet uitkwam, namelijk Chrome dreams. Het is een van de twee nummers op het album dat hij samen met Crazy Horse opnam. Het andere is Lotta love.

## Tekst en muziek
De songtekst, met liefde en twijfel centraal, past in de lijn met andere teksten die Young eerder schreef. Hij verhaalt over zijn geliefde die nu niet meer bij hem is en stelt zich vragen. In het refrein roept hij met "look out for my love" min of meer op of anderen op haar willen passen. In de albumversie wordt de akoestische gitaar meer en meer ondersteund door een zacht aangeslagen distortion op een elektrische gitaar, wat minder in lijn ligt met de begeleiding door Crazy Horse in eerdere tijden.

## Covers
Het nummer werd meermaals gecoverd, waaronder in een elektronische countryversie op een elpee van Linda Ronstadt (Mad love, 1980). Verder verschenen versies op albums van de Canadese countryband hHead (Borrowed tunes, 1994), de Noorse band Reverend Lovejoy (Everybody knows this is Norway - A Norwegian tribute to Neil Young, 2001) en Ducktales-voorman Matt Mondanile (A fundamental experiment, 2010).